# Morti nel 430
| Questa pagina contiene informazioni ricavate automaticamente dalle voci biografiche con l'ausilio del template Bio e di un bot. L'aggiornamento è periodico e automatico e ricostruisce completamente la pagina. Se manca una persona in questa lista, sei pregato di non aggiungerla, ma accertati piuttosto che la sua voce biografica contenga il template Bio e che i dati anagrafici siano correttamente compilati. Se il template Bio manca, inseriscilo tu stesso o, in alternativa, metti l'avviso {{tmp\|Bio}} che ne segnala la mancanza. Se i dati riportati sono sbagliati, correggi direttamente la voce biografica; le modifiche saranno visibili in questa lista entro pochi giorni. Per chiarimenti vedi il progetto biografie. La lista contiene solo le 11 persone che sono citate nell'enciclopedia e per le quali è stato implementato correttamente il template Bio. Pagina aggiornata al 27 gen 2025. |

- 16 gennaio - Onorato di Arles, vescovo e monaco cristiano gallo
- 20 luglio - Aurelio di Cartagine, vescovo romano
- 28 agosto - Agostino d'Ippona, filosofo, vescovo e teologo romano (n. 354)
- 1º novembre - Marcello di Parigi, vescovo francese
- Alipio di Tagaste, vescovo romano
- Artassio IV, sovrano armeno (n. 404)
- Caprasio di Lérins, monaco cristiano francese
- Cipriano Gallo, poeta e traduttore romano
- Costanzo Felice, politico e generale romano
- Octar, sovrano unno
- Procolo di Marsiglia, vescovo francese